# Anturium Scherzera
Anturium Scherzera (Anthurium scherzerianum Schott) – gatunek rośliny z rodziny obrazkowatych (Araceae). W stanie dzikim występuje licznie jako epifit lub roślina naziemna w górskich lasach równikowych w Kostaryce, na wysokości 1300 do 2100 m n.p.m..

## Morfologia
PokrójRoślina zielna, w naturze pnąca.
LiścieSkrętoległe, podłużne, o długości do 26 cm, z blaszką liściową szerokości do 6 cm, sercowatą do niemal strzałkowatej.
KwiatyPochwa kwiatostanowa jajowata, lekko wcięta u podstawy, jasnoczerwona, o długości do 12 cm. Kolby bladopomarańczowe do czerwonych, długości równej lub większej niż długość blaszki liści, łukowato wygięte lub skręcone. Kwiaty niepozorne, widoczne jako białe punkciki.
OwocePomarańczowo-czerwone jagody, gęsto osadzone w kolbie.

## Zastosowanie
Gatunek powszechnie uprawiany jako doniczkowa roślina ozdobna.